# Stevan Mokranjac
Stevan Stojanović (în  sârbă Стеван Стојановић, pronunție în sârbă [stêʋaːn stojǎːnoʋitɕ]; n. 9 ianuarie 1856, Negotin, Principatul Serbiei – d. 28 septembrie 1914, Skopje, Regatul Serbiei), cunoscut și sub numele Stevan Mokranjac (Мокрањац, sr[stêʋaːn mokrǎːɲats]) a fost un compozitor și educator muzical sârb. Născut la Negotin în 1856, Mokranjac a studiat muzica la Belgrad, München, Roma și Leipzig, după ce a împlinit 20 de ani. Mai târziu, a devenit dirijorul Societății Corale de la Belgrad și fondator al Școlii de muzică sârbești și al primului cvartet de coarde sârb, în care a cântat la violoncel. A părăsit Belgradul la începutul Primului Război Mondial și s-a mutat la Skopje, capitala Macedoniei, unde a murit la 28 septembrie 1914. 
Adesea numit „tatăl muzicii sârbe” și „cea mai importantă figură a romantismului muzical sârb”, Mokranjac este foarte apreciat și venerat în Serbia. După moartea sa, Școala de Muzică Sârbă a fost redenumită Școala de Muzică Mokranjac în onoarea sa. Portretul său a apărut pe bancnote sârbe și  iugoslave. În 1964, casa familiei Mokranjac din Negotin a fost refăcută și transformată în muzeu și centru de muzică. Comemorarea vieții lui Mokranjac, sub numele "zilele Mokranjac", are loc anual în oraș, începând din 1965. În 1981, în curtea casei familiei Mokranjac a fost construită o statuie mare a lui Mokranjac pentru a marca 125 de ani de la nașterea sa.

## Biografie

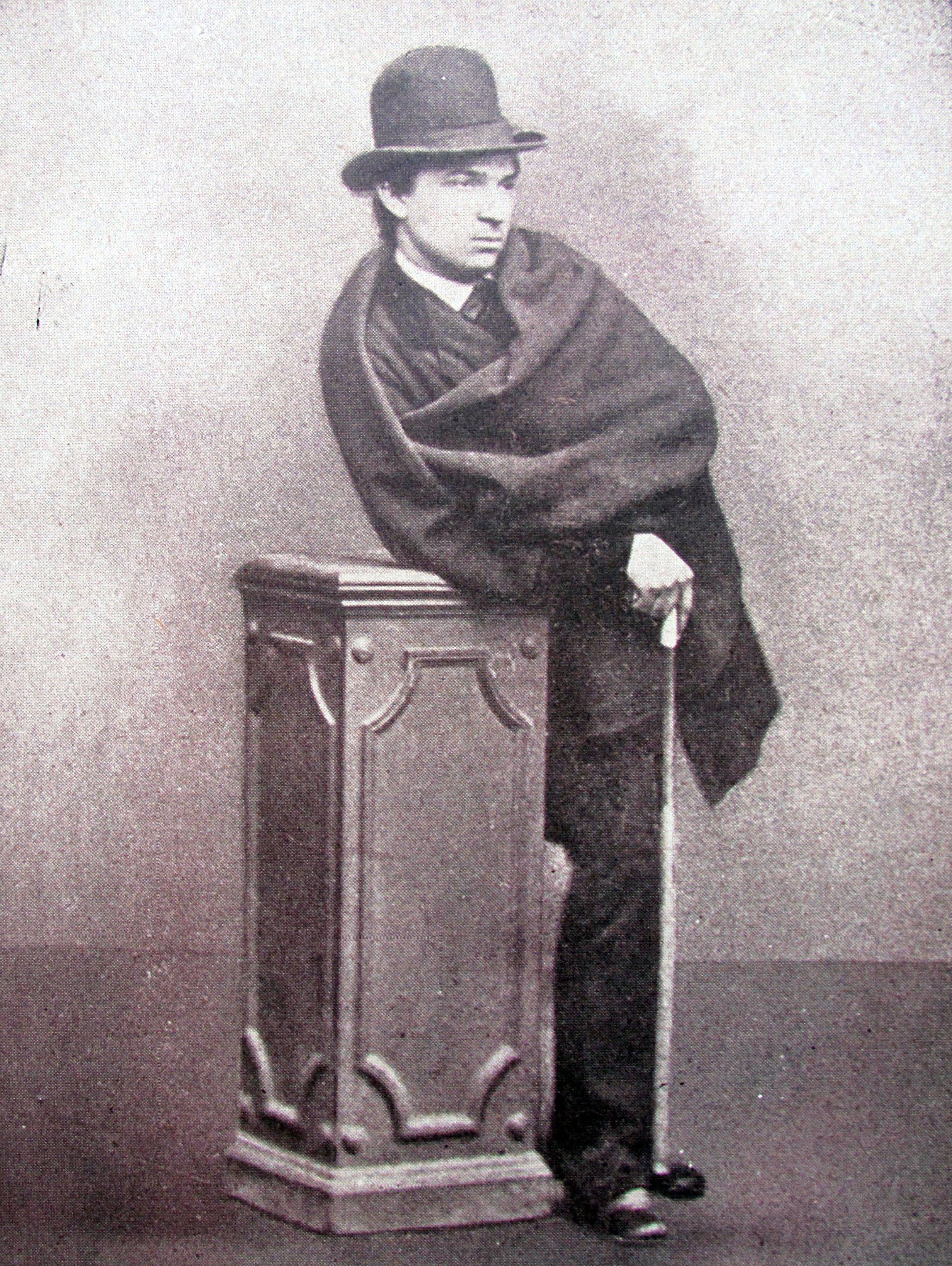
Mokranjac ca student universitar, 1877.

Stevan Stojanović s-a născut la 9 ianuarie 1856  în orașul Negotin, Principatul Serbiei. Aproape de granița Serbiei cu România și Bulgaria, Negotin era un mic oraș cu puțin peste 3.000 de locuitori în momentul nașterii sale. Stojanović a primit porecla „Mokranjac” de la numele satului Mokranje, de unde erau strămoșii săi. Tatăl lui Mokranjac, un prosper proprietar de restaurante, care în 1850 construise casa în care locuia familia Stojanović, a murit cu două zile înainte de nașterea fiului său. A crescut alături de mama sa și de cei trei frați mai mari. Mokranjac a primit prima sa vioară la vârsta de zece ani. Și-a petrecut cea mai mare parte a tinereții sale la Negotin, Zaječar și Belgrad.
În cei douăzeci de ani, a studiat muzica conservatoare și a studiat pentru prima dată la Belgrad. A continuat să studieze la München cu Josef Rheinberger din 1880 până în 1883, iar la Roma cu Alessandro Parisotti în 1884-1885. După aceea, a studiat timp de doi ani în orașul Leipzig sub îndrumarea profesorilor Salomon Jadassohn și Carl Reinecke.
În 1878, Mokranjac a organizat un concert care a comemorat a douăzeci și cincea aniversare a Societății Corale din Belgrad, intitulat „Istoria cântecului sârbesc” (în sârbă Istorija srpske pesme). El și familia sa au locuit în casa familiei din Negotin până în 1883. În 1887, Mokranjac s-a mutat permanent la Belgrad, unde a devenit dirijorul Societății Corale din Belgrad, poziție pe care o va deține până la moartea sa.  Corul a avut succes atât în Serbia cât și în străinătate, iar sub conducerea sa a devenit respectat și cunoscut în toată Europa Centrală și în Rusia, datorită standardului și repertoriului său de înaltă performanță, care a fost format din mai multe cântece populare sârbe, precum și din piese compuse de el. A vizitat Bulgaria, Croația, Muntenegru, Turcia otomană și Rusia. În 1899, corul a vizitat Berlinul, Dresda și Leipzig. În această perioadă, Mokranjac s-a căsătorit cu Marija, un membru al corului care era cu douăzeci de ani mai mică ca el. Cuplul a avut un fiu, Momčilo.
Mokranjac a fondat Școala de Muzică Sârbă în 1899, precum și primul cvartet de coarde sârb, în care a cântat la violoncel. Deși cele mai cunoscute opere ale sale datează de la sfârșitul secolului al XIX-lea, Mokranjac a continuat să compună în timpul anilor 1900. La mijlocul anului 1914, a părăsit Belgradul și s-a mutat la Skopje pentru a scăpa de Primul Război Mondial.  A murit aici la 28 septembrie 1914.

## Compoziții

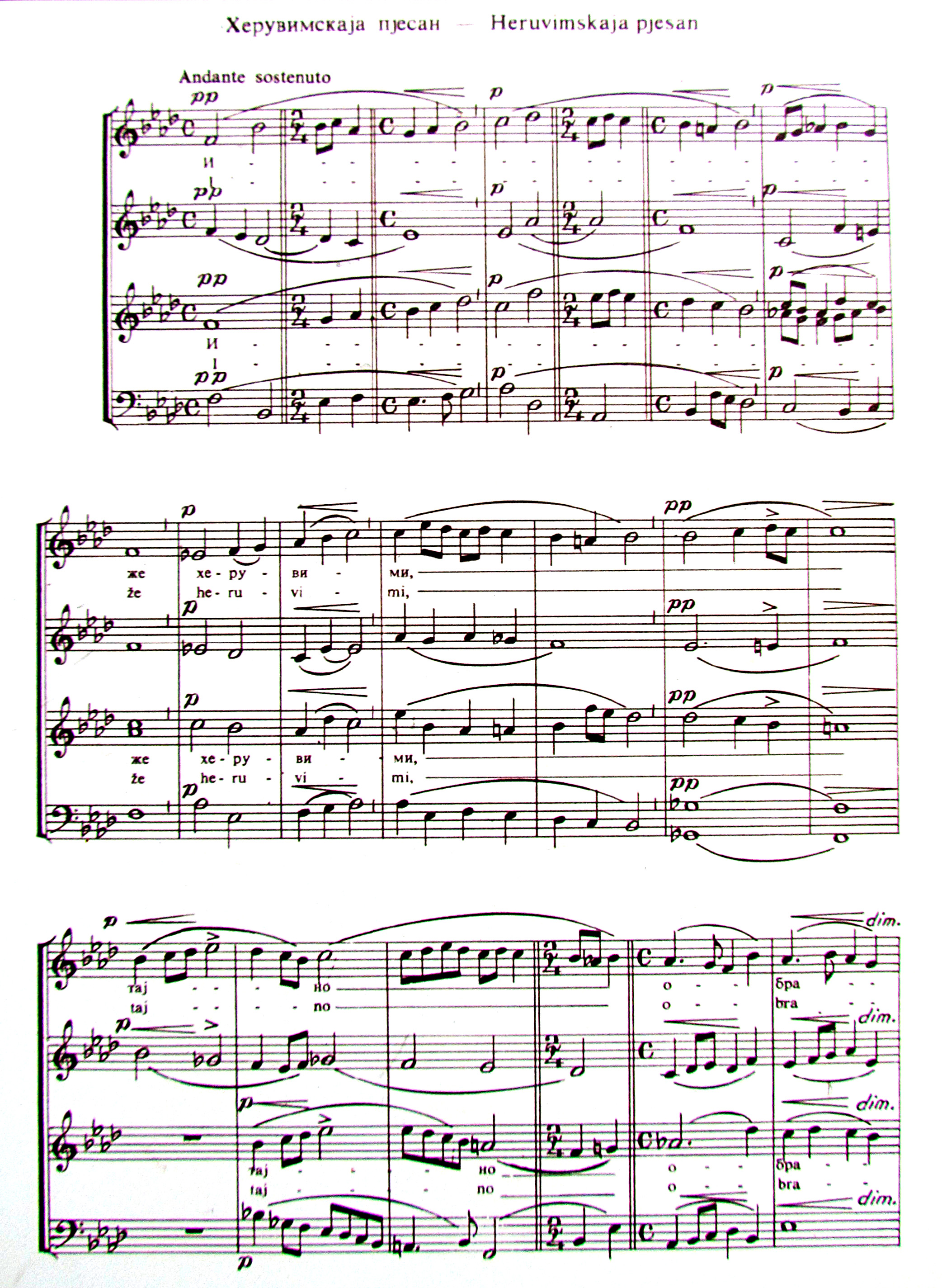
Imnul heruvimilor de Stevan Mokranjac

La începutul carierei sale, Mokranjac a înregistrat cântări ale bisericii ortodoxe sârbe. Fiind un compozitor talentat, a publicat pentru prima dată o carte cu melodii bisericești în 1908, intitulată Octoechoes sau „Opt tonuri” (în sârbă Osmoglasnik). Publicat la Belgrad, a devenit manualul de bază pentru studenții din seminariile ortodoxe sârbe, după primul război mondial. Cântările lui Mokranjac au fost unice, deoarece le-a îndepărtat elementele ornamentale și micro-tonale și le-a armonizat, făcându-le distincte de celelalte cântări ale bisericilor ortodoxe. În consecință, cântările scrise de Mokranjac au fost folosite mai mult decât cele scrise de alți compozitori. Versiunile mai vechi ale cântărilor bisericești au fost suprimate sau uitate.
Ulterior, melodiile, preluate din tradiția orală, au fost publicate postum. Mokranjac a compus, de asemenea, numeroase piese de muzică sacră într-un stil polifonic similar cu cel al compozitorului renascentist italian Giovanni Pierluigi da Palestrina. Călătorind des la Levač și Kosovo pentru a aduna și înregistra melodii tradiționale, Mokranjac a jucat un rol semnificativ în promovarea muzicii din zonele rurale ale Serbiei. Un compozitor devotat muzicii corale, a compus o suită de cincisprezece aranjamente corale, cu numele de „Rukoveti”,  formată dintr-un total de optzeci și două de melodii compuse din 1883 până în 1913.
Mokranjac a compus Sfânta Liturghie a Sfântului Ioan Gură de Aur și Slava lui Ivko în 1901. În 1906, a creat o versiune mixtă de cor „Glorificarea Sfântului Sava”, care a fost compusă inițial pentru un cor bărbătesc în 1893. În 1913, Mokranjac a compus a optzeci și doua și ultima piesă a seriei „Rukoveti”, intitulată Zile de iarnă (în sârbă Zimski dani). A compus, de asemenea, numeroase cântece pentru coruri de copii.
Ultima sa compoziție, neterminată, pentru cor, bazată pe poemul Zimnji dani de Jovan Jovanović Zmaj, a fost terminată de Aleksandra Vrebalov și i fost interpretată în 2015.

## Moștenire

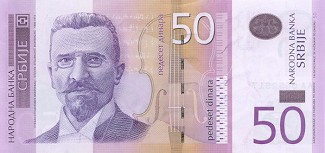
Mokranjac pe o bancnotă din 50 de dinari sârbești.

Considerat „tatăl muzicii sârbe” și „cea mai importantă figură a romantismului muzical sârb”,  Mokranjac este foarte apreciat și venerat în Serbia. Lucrările sale sunt considerate piese de răscruce ale teatrului muzical sârb. Cântările ortodoxe sârbe înregistrate de Mokranjac și alți compozitori constituie baza celor mai moderne cântări bisericești sârbe. 
Școala de muzică sârbă, fondată de Mokranjac, a fost redenumită Școala de Muzică Mokranjac după moartea sa. Portretul său a apărut pe bancnote sârbe și  iugoslave. În 1964, casa familiei Mokranjac din Negotin a fost refăcută și transformată în muzeu și centru de muzică. Comemorarea vieții lui Mokranjac, sub numele "zilele Mokranjac", are loc anual în oraș, începând din 1965. În 1981, în curtea casei familiei Mokranjac a fost construită o statuie mare a lui Mokranjac pentru a marca 125 de ani de la nașterea sa.
Mokranjac a fost distins cu Ordinul sârb al Sfântului Sava, cu Ordinul otoman Osman, cu Ordinul prințului Danilo I din Muntenegru și cu ordinul bulgar al Sfântului Alexandru.
El a fost inclus pe locul 65 în lista și cartea din 1993 a celor mai proeminenți 100 de sârbi (sârbă: 100 најзнаменитијих Срба). Cartea cu cele 100 de biografii a fost redactată de membri ai Academiei Sârbe de Științe și Arte și anume Sava Vuković, Pavle Ivić, Dragoslav Srejović, Dejan Medaković, Dragomir Vitorović, Zvonimir Kostić, Vasilije Krestić, Miroslav Pantić și Danica Petrović.

## Vezi si
- Kosta Manojlović
- Petar Krstić
- Miloje Milojević
- Stevan Hristić
- Isidor Bajić
- Stanislav Binički
- Davorin Jenko
- Jovan Đorđević
- Josif Marinković